# Pegomya nervicincta
Pegomya nervicincta är en tvåvingeart som först beskrevs av Stein 1911.  Pegomya nervicincta ingår i släktet Pegomya och familjen blomsterflugor.
Artens utbredningsområde är Bolivia. Inga underarter finns listade i Catalogue of Life.